# Dimethylaminopropionylphenothiazine
Dimethylaminopropionylphenothiazine hoặc 10-(alpha-dimethylaminopropionyl) phenothiazine là một thuốc chống co thắt.